# Felicia Mihali
Félicia Mihali, née le 20 août 1967 en Roumanie, est une écrivaine, journaliste et professeure,. En 2000, elle immigre au Québec et déménage à Montréal où elle devient journaliste et complète une maîtrise en lettres à l'Université de Montréal.
En 2018 elle fonde les Éditions Hashtag qui publie ses propres romans mais également des œuvres d'écrivains québécois et étrangers . Elle est elle-même traductrice, traduisant du roumain vers le français, et du français vers le roumain. Une de ses premières traductions a d'ailleurs été son premier roman, Le pays du fromage, publié en roumain en 1999, puis qu'elle a traduit en français en 2002.

## Littérature

### Romans imprimés
- Le pays du fromage, 2002
  - première publication en roumain en 1999 sous le titre Ţara brînzei
- Luc, le Chinois et moi, 2004
- La reine et le soldat, 2005
- Sweet Sweet China, 2008
- Dina, 2008
- Confession pour un ordinateur, 2009
- L'enlèvement de Sabina, 2011
- La bien-aimée de Kandahar, 2016
- Une deuxième chance pour Adam, 2019
- Le tarot de Shefferville, 2019
- Une nuit d'amour à Iqaluit, 2021
- La bigame, 2022
- Dancing Queen, 2025